# ロイヤル小林
ロイヤル小林（ロイヤルこばやし、本名：小林 和男（こばやし かずお）、1949年10月10日 - 2020年11月17日 ）は、日本の男性プロボクサー。熊本県下益城郡出身。WBC世界スーパーバンタム級、OPBF東洋太平洋フェザー級王者。ミュンヘンオリンピック（1972年）日本代表。

## 来歴
拓殖大学卒業後、自衛隊体育学校でボクシングを始め、アマチュアのトップ選手としてミュンヘンオリンピックに出場、ベスト8の成績を残す。アマ通算34勝 (28RSC) 3敗、KO率8割2分という記録を引っ提げてプロ入り。国際ジムからプロデビュー後もKOの山を築き、「KO仕掛人」の異名を持った屈指のハードパンチャーであった。
プロではWBC世界ジュニアフェザー級（現スーパーバンタム級）王者になったが、それ以上にアレクシス・アルゲリョ、ウイルフレド・ゴメス、エウセビオ・ペドロサという時代を代表する名王者を相手に世界タイトルマッチを戦ったことでその名を知られた。
現役引退後は横浜光ボクシングジムなどでトレーナーを務めた後、ボクシング界を退いて熊本へ帰り、警備員などの仕事をしていたという。
2020年11月17日に、熊本県内の病院において食道がんで亡くなった。71歳没。

## 人物
- 大卒ボクサーとして日本人初の世界王者。
- アマチュア出身でありながら「プロ以上にプロらしい」と称され、「正々堂々、スポーツマンシップは夢物語。勝つために何でもするのがプロ」と語るなど、勝負にこだわる「プロ」であった。
- 大卒アマエリートの肩書きに反して外見はパンチパーマに髭、ファイトスタイルはKO狙いのファイタータイプであった。

## 戦績
- 1972年、全日本社会人ボクシング選手権大会ライト級決勝で17歳の田中栄民に判定勝。ミュンヘンオリンピック・ボクシングフェザー級でベスト8。
- 1973年2月15日、プロデビュー戦でバロン熊沢（大川）に8回判定勝ち。小林はアマチュア時代の実績から、特例で8回戦以上に出場できるA級ライセンスを交付され、8回戦でのデビューとなった。
- 1973年4月27日、デビュー2戦目で佐藤弘道（堀内）に2回KO勝ち。
- 1974年6月9日、元世界バンタム級1位、「ロープ際の魔術師」とも呼ばれた名ボクサー、ジョー・メデル（メキシコ）に6回TKO勝ち。ただ、メデルも全盛期のカウンターの冴えをのぞかせ、一時は小林から左のカウンターでダウン（判定はスリップ）を奪った。試合後、36歳のメデルはリング上で引退を表明、引退のテンカウントのゴングを聞いた。
- 1974年9月5日、原田達（新進）に4回KO勝ち（相手の原田は、ヨネクラへ移籍後にOPBF東洋太平洋ジュニアライト級王者となる吹打竜）。デビュー2戦目からの11連続KO勝ちを達成。当時の人気時代劇にあやかり「KO仕掛人」と呼ばれる。
- 1974年9月16日、世界ランカーのバート・ナバラタン（フィリピン）と対戦、10回判定勝ち。連続KO勝ちの記録は途絶えたものの、世界ランキング入りを決めた。
- 1974年12月30日、日本フェザー級2位、竹森三城（三迫）と対戦、強打者同士の激しい打ち合いとなったが、パンチ力に勝る小林が打ち勝ち、2回KO勝ち。相手の竹森はこの3か月後、メキシコ遠征で世界フェザー級8位、サルバドール・トーレス（メキシコ）に2回KO勝ちして、世界ランキング入りしている。
- 1975年2月17日、後の世界フェザー級王者、ダニー・ロペス（アメリカ）からダウンを奪ったこともある強打者、豊島正直（川口）と対戦。強打者同士の緊迫した試合となったが、6回に一気のラッシュでKO勝ち。
- 1975年5月9日、国内のライバルと目されていた、前OBF東洋フェザー級王者歌川善介（勝又）に2回KO勝ち。2回に左フックの一撃で倒した。敗れた歌川は、試合後リング上で引退を表明した。
- 1975年10月12日、18戦全勝(16KO)の戦績を引っさげ、東京・蔵前国技館にてWBA世界フェザー級王座に初挑戦。1回から王者アレクシス・アルゲリョ（ニカラグア）の速い左ジャブに苦戦するものの、4回に反撃を試みるもアルゲリョにクリーンヒットを与えることができず、5回に勝負に出たアルゲリョの右をボディに受けダウン。辛くも立ち上がったところを今度は左をボディに受けてKO負け[1]。
- 1976年2月15日、初の海外遠征。パナマで地元のエミリオ・サルセドと対戦、2度のダウンを奪うも、地元判定で10回判定負け。
- 1976年10月9日、東京・蔵前国技館にてWBC世界ジュニアフェザー級王座に挑戦。王者、リゴベルト・リアスコ（パナマ）に8回KO勝ちし王座獲得[1]。オリンピック日本代表経験者として初の世界王座奪取となった。当時、日本のボクシング界は同年5月に輪島功一が敗れてタイトルを失って以来11年ぶりに世界王者無しとなっており、小林の勝利がその状態にピリオドを打った。また、翌10日には具志堅用高が連日の世界奪取に成功している。
- 1976年11月24日、WBC世界王座の初防衛戦。韓国・ソウルで同級1位廉東均（韓国）に15回判定で敗れ王座陥落し、世界王座在位47日の短命王者に終わる。この試合では、1回に小林が足を滑らせて転倒したところに、廉の左が軽く当たっていたためダウンと判定され、その失点が最後まで響いた[1]。
- 1978年1月19日、福岡県・北九州市立総合体育館にて廉からウイルフレド・ゴメス（プエルトリコ）にホルダーが移動していたWBC世界ジュニアフェザー級王座に再挑戦。王者ゴメスに1回、2回と攻勢をかけるものの、3回、アゴにゴメスの左フックのカウンターを鮮やかに決められ、KO負け[1]。
- 1978年4月27日、OPBF東洋太平洋フェザー級王座に挑戦。黄福寿（韓国）を10回KOで降し王座獲得。以後7度防衛。
- 1978年8月6日、日本王者スパイダー根本（草加協栄）相手にOPBF王座の初防衛戦を行い、老獪な根本に苦戦するものの12回判定勝ち。
- 1979年1月9日、東京・後楽園ホールにてWBA世界フェザー級王座に挑戦。王者エウセビオ・ペドロサ（パナマ）に13回KO負け[1]。
- 1979年7月26日、友成光（新日本木村）に10回判定負け。小林が日本人選手に敗れた唯一の試合である。
- 1981年10月18日、OPBF王座8度目の防衛戦で、黄正漢（韓国）に1回KOで敗れ、現役引退。

## 獲得タイトル
- WBC世界ジュニアフェザー級王座（防衛0度）
- 第14代OPBF東洋太平洋フェザー級王座（防衛7度）